# Personaggi di Craig
I personaggi di Craig sono tutti i personaggi apparsi nell'omonima serie televisiva d'animazione.

## Personaggi principali
- Craig Williams (stagioni 1-6), voce originale di Philip Solomon, italiana di Stefano Broccoletti[1]. Il protagonista, un bambino afro-americano di 10 anni socievole, simpatico, altruista e ottimista che, in quasi ogni episodio, gioca al ruscello con i suoi amici, Kelsey e JP. È un leader di natura, e oltre la sua indole socievole vuole sempre aiutare gli altri ed essere amico di tutti. Fa anche da cartografo, infatti gli altri ragazzi del ruscello, per mappare un'area del ruscello, tendono nel chiedere sempre a lui. Nell'episodio 1×08 "La cena di famiglia" si scopre essere bravo in matematica. Ha una cotta (ricambiata) per Selvaggia e scrive la lettera "R" al contrario. Nell'episodio 3×08 "Il trio dei Ghiaccioli" inizia a fare parte del trio dei ghiaccioli insieme a Scintilla e Palla di cannone dei Dieci Manubri.

- Kelsey Pokoly (stagioni 1-6), voce originale di Georgie Kidder (ep. pilota, ep. 1-3) e Noël Wells, italiana di Chiara Oliviero (ep.1x01-4x20) e Laura Amadei (ep.4x21+). Bambina di 9 anni amica di Craig e JP, è avventurosa e curiosa, ma a volte troppo drammatica. Indossa sempre un mantello e sulla sua testa, appollaiato, c'è sempre Mortimor: il suo pappagallo. È stata cresciuta dal suo padre vedovo. Ama lo stile di vita di Selvaggia, altra ragazza del ruscello. Le piace leggere e scrivere libri fantasy. Nella quarta stagione, si mette insieme a Stacks, la bambina della biblioteca.

- John Paul "J.P." Mercer (stagioni 1-6), voce originale di H. Micheal Croner, italiana di Alex Polidori[1]. Bambino di 11 anni amico di Craig e Kelsey, anche se non intelligente e abbastanza sciocco, è socievole ed amichevole con tutti. Nella versione originale ha un accento meridionale. Nell'episodio 1×02 "Il gioco del Ce l'hai" si scopre che il soprannome JP deriva dal suo vero nome John Paul. Sta insieme a Maney, una delle Ragazze cavallo.

- Omar (stagioni 1-6), voce originale di Zeno Robinson. È un ragazzo precedentemente noto come "Poncho Verde" e guardiano del ponte separante le due sponde del ruscello. Prima che divenne "Poncho Verde" era un ragazzo solare e disinvolto che giocava nell'altra sponda del ruscello, ma venne allontanato dopo aver litigato con il Re e Maya, una sua amica, divenendo un ragazzo serio e cupo. Dopo la sconfitta di Xavier, Craig e gli altri otterranno da una pattinatrice un piccolo cubo, che si scoprirà essere una parte di un unico e grande cubo in grado di rivelare un tesoro nascosto, ovvero il "Cuore della Foresta". Questo oggetto sarebbe "il cubo di Kenneth". Per riuscire a ricomporlo, Omar si unisce a Craig, Kelsey e JP, e comincia con loro a esplorare vecchie e nuove aree dell'altra sponda.

## Famiglia Williams
- Jessica Williams (stagioni 1-4), voce originale di Dharma Brown (ep. pilota) e Lucia Cunningham, italiana di Monica Vulcano[1]. La sorellina di Craig. Ama tenere tutto sotto controllo descrivendo le sue azioni ad alta voce. È molto intelligente per la sua età, orientata ai dettagli e mostra già un interesse per il mercato azionario.

- Bernard Williams (stagioni 1-5), voce originale di Phil LaMarr, italiana di Manuel Meli[1]. Il fratello maggiore di 16 anni di Craig. Intelligente e talvolta snob, resta indifferente a Craig e alle sue avventure che vive al ruscello. Apprezza l'amore e l'importanza dei compiti. È il fidanzato di Alexis.

- Duane Williams (stagioni 1-4), voce originale di Terry Crews, italiana di Gabriele Tacchi[1]. Il padre comprensivo di Craig. Lavora come programmatore e, nel tempo libero, si dedica agli allenamenti fisici. Ama le barzellette e giocare ai videogiochi retrò con Craig.

- Nicole Williams (stagioni 1-4), voce originale di Kimberly Hebert Gregory, italiana di Tatiana Dessi[1]. La madre amorevole di Craig. Lavora come consulente scolastica e si prende cura profondamente dei suoi figli. Nell'episodio 2×08 "Il fortino" si scopre che, durante la sua infanzia, viveva in Florida e che giocava spesso con sua sorella.

- Earl Williams (stagioni 1-4), voce originale di Phil LaMarr (ep. pilota) e Phil Morris, italiana di Alessandro Ballico[1]. Il nonno paterno di Craig. È un tuttofare e pare che Craig abbia ereditato il suo spirito d'avventura.

- Jojo Williams (stagioni 1-4), voce originale di Saundra McClain, italiana di Germana Savo. La nonna paterna di Craig, consigliera comunale ed attivista per i diritti civili negli anni '60.

- Bryson Williams (stagioni 2-4), voce originale di Terrence Hardy Jr., italiana di Federico Campaiola[1]. Cugino di Craig, vive in città e quindi è sempre molto sorpreso della vita di Craig.

- Darnell Williams (stagioni 2-4), voce originale di Lil Rel Howery, italiana di Gabriele Lopez[1]. È il fratello minore di Duane Williams, quindi zio di Craig, Jessica e Bernard e padre di Bryson e Jasmine. Nell'episodio 4×16 "Re del Campeggio", viene rivelato che da bambino era invidioso del fratello, a cui il padre aveva assegnato il titolo di "Re del Campeggio". Tuttavia, alla fine dell'episodio, i due fratelli riescono a riconciliarsi.

- Kim Williams (stagioni 2-4) voce originale di Tisha Campbell-Martin. È la moglie di Darnell Williams, quindi zia di Craig, Jessica e Bernard e madre di Bryson e Jasmine. È molto amica di Nicole.

- Jasmine Williams (stagioni 2-3) voce originale di Tawny Newsome. Figlia di Darnell e Kim Williams, è una ragazza che frequenta il college. È molto tranquilla, anche se tende a dare fastidio per scherzo a Bernard, avendo la stessa età.

## Personaggi ricorrenti
- Alexis (stagioni 1-4), voce originale di Karen Fukuhara, italiana di Patrizia Salerno[1]. La fidanzata di Bernard, sembra essere una persona adorabile, simpatica, amichevole e dedita al successo nei compiti a casa e nei progetti scolastici. Insieme a Bernard fa parte del comitato studentesco della Scuola Superiore di Herkleton.

- Neil Pokoly (stagioni 1-4), voce originale di Ian Roberts. Il padre severo, ma premuroso di Kelsey. Del suo passato, si sa solo che è rimasto vedovo quando Kelsey era piccola, perdendo la moglie. Della moglie si conosce solo che era un'appassionata di lettura, facendo tramandare questa sua passione alla figlia. Nell'episodio 2×31 "Kelsey, la valorosa" si scopre che è un ottimo tuttofare, sapendo riparare il muro della casa di Craig.

- Laura Mercer (stagioni 1-4), voce originale di Fortune Feimster, italiana di Emilia Costa[1]. La sorella maggiore di JP, è un'infermiera e frequenta una ragazza di nome Kat, una scrittrice.

- Paula Mercer (stagione 1-3), voce originale di Kari Wahlgren. È la madre di JP e Laura. Lavora come pilota di aerei, quindi torna sempre a casa tardi e, quando torna a casa, JP la attende per vedere il loro show notturno preferito. Sembra che sia divorziata con il padre di JP, ma che abbia ancora buoni rapporti con lui, informandolo se JP si fa male oppure come stanno i figli.

- John Mercer (menzionato nella stagione 3). È il padre di JP e Laura che ha divorziato con Paula; attualmente vive a Montreal in Canada con la sua fidanzata Amanda. Quando JP era piccolo ed era andato a trovare il padre in Canada, John gli aveva regalato una maglietta a strisce bianche e rosse, cosa che ha legato il piccolo JP portandola sempre. È un fan dei Vancouver Orkas, chiaro riferimento ai Vancouver Canucks.

## Bambini del Ruscello

### Bambini Principali
Bambini del ruscello che appaiono spesso nella serie, ma che non appartengono ad un gruppo specifico:
- Kitherine "Kit" (stagione 1-4), voce originale di Dana Davis, italiana di Monica Volpe[1]. Si occupa dell'albero del baratto, il punto di ritrovo dei bambini del ruscello dove scambiano cibo e accessori. La sua fonte principale da dove ricava il cibo è la sua nonna Evelyn, una abile barattatrice che scambia cibo per buoni voti, cosa che la rende felice.

- Bobby (stagione 1-4), Voce originale di Ben Levin, italiana Marco Barbato. È un ragazzino goloso di caramelle che si crede il migliore amico di Craig. In segreto bacia le sue caramelle. Spesso viene spinto per terra, facendo cadere le sue caramelle, esclamando: "Le mie caramelle".

- Stacks (stagione 1-5), voce originale di Montse Hernandez, italiana di Lidia Perrone. Una ragazza che passa i suoi pomeriggi in biblioteca, è una fanatica di libri fantasy proprio come Kelsey e, in cambio di caramelle, fa relazioni sui libri per i bambini che lo richiedono. Nella quarta stagione si mette insieme a Kelsey.

- Scintilla (o Sparkle in originale) (Stagione 2-4), voce originale di Kamali Minter, italiana di Monica Vulcano. È una bambina dal carattere positivo e determinato, che sostiene di provenire dallo spazio per combattere tutto ciò che è negativo. È solita utilizzare il suo bastone "Sparabolle" esclamando: "Colpo della Scintilla scintillante". Nell'episodio 3×08 "Il trio dei Ghiaccioli" inizia a fare parte del trio dei ghiaccioli insieme a Craig e Palla di cannone dei Dieci Manubri.

- Selvaggia (o Wildernessa in originale) (stagione 1-5), voce originale di Izabella Alvarez, italiana di Lucrezia Marricchi. Il suo vero nome è Vanessa, è una paladina degli animali che protegge tutta la fauna del ruscello a bordo del suo grosso cane Polpetta. Inizialmente, non andrà molto d'accordo con Craig, rinfacciandogli più volte il fatto che non sappia nulla sugli animali, ma dopo aver unito le forze (nell'episodio 3×24 "Un'alleanza inaspettata") con suddetto, comincerà ad essergli amica e, a quanto viene mostrato in altri episodi, sembra essere infatuata di lui.

- Polpetta (o Cheesesticks in originale) (stagione 1-5), è il cane gigante di Selvaggia. Quando venne adottato, distrusse il pupazzo preferito di Selvaggia, portandola a comprendere che gli animali non dovrebbero essere addomesticati, ma lasciati liberi di essere selvaggi. Questo evento fu determinante nella decisione di Selvaggia di diventare ciò che è nella serie. Si ipotizza sia un meticcio tra un Mastino tibetano e un Shepherd Caucasico, ma la sua razza non è mai stata specificata.

- Toman (stagione 1-5), voce originale di Kaeden Hall, italiana di Alessio De Filippis (ep.1x21) e Federico Campaiola. È il ragazzino più atletico e sportivo del ruscello, ha un ego smisurato e tende a darsi degli alias ogni volta che si nomina.

### Altri Bambini
Bambini del ruscello che non appartengono a nessun gruppo specifico e partecipano ad alcuni episodi insieme ai protagonisti, facendo parte ad alcune comparsate.
- Aaron (stagione 1-3). È un ragazzo che ha una cotta segreta per Kelsey, che all'inizio non lo ammetterà perché è fiero di sé, ma poi nell'episodio 2×24 "Il ballo dei ragazzi del tè" si fece avanti e rivelò all'intero ruscello che Aaron aveva una cotta (non ricambiata) per Kelsey.

- Turner (stagione 1-4). È una ragazza appassionata di un gioco di carte (chiamato "Lancia la Bestia" diarix) che è pronta a tutto per ottenere le carte di Craig che, in passato, erano di Bernard.

- Re dei rifiuti (o Junk Lord in originale) (stagione 1-4), voce originale di Wilber Zaldivar, Italiana di Davide Capone. si trova sempre in una discarica chiamata Pila di Rifiuti, è un collezionista sfegatato e amante di qualsiasi cianfrusaglia. Odia prestare le sue cose, soprattutto se sono oggetti della Pila dei Rifiuti.

- Il Senza Prurito (stagione 1-3). È un ragazzino che non soffre il prurito dell'edera velenosa e perciò si rintana in essa, con il suo tappeto elastico, per rimanere un po' da solo.

- Beth (stagione 1-4). Chiamata anche Segnatempo da chi non la conosce, si occupa di dire ai ragazzi del ruscello quando sono le 18:00, l'ora di tornare a casa a cena. Per farlo usa un susafono e si siede su un albero, dove sta da sola con moltissimi orologi.

- Jerry (stagione 1-4). un ragazzino piccolo e con occhiali molto grossi che combatte con Kelsey per il possesso della spada, che proprio egli ha sottratto agli anziani del ruscello.

- Grande Rossa (o Big Red in originale) (stagione 1-5). una ragazzina chiamata così per i suoi capelli rossi sempre pronta a sfidare Craig per guadagnare i record del ruscello.

- Deltron (stagione 1-3), voce originale di Del tha Funkee Homosapien, Italiana di Federico Campaiola. È un ragazzo vestito da robot che dice di venire dal futuro e di essere un robot ribelle. È appassionato di rap e canta spesso.

- Ben (stagione 2-4), voce originale di Cole Escola. È il custode dei segreti del ruscello. Sembra avere una cotta per George.

- Roger (stagione 1-5), voce originale di Matt Burnett. È un bambino che pretende di essere il troll di un ponte del ruscello, ha un aspetto mal curato e adora raccontare barzellette e indovinelli, infatti chiunque voglia passare dal suo ponte dovrà rispondere correttamente all'indovinello che gli è stato posto. Nell'episodio 4×19 "Oggetti Smarriti" si vede un poster di scomparsa con sopra la sua faccia, facendo presumere che sia scomparso oppure non torna a casa come gli altri bambini del ruscello, rimanendo a vivere nel suo ponte.

- Paloma (stagione 2-4), voce originale di Tiffany Ford, italiana di Monica Bertolotti Nella prima stagione faceva solo da comparsa, ma nell'episodio 2×40 "Una nuova bambina al ruscello" ha iniziato a debuttare avendo un episodio con lei partecipe. E' una bambina che è stata colpita dalla "Iella" da anni perché il bambino che la ha iellata aveva traslocato.

- Angel (stagione 2-4), voce originale di Angel Lorenzana. Nella prima stagione faceva solo da comparsa, ma nell'episodio 2×21 "Asilo al ruscello" ha iniziato a debuttare avendo un episodio con lui partecipe. E' il gestore dell'asilo del ruscello, un'area nel quale i fratelli maggiori possono lasciare i loro fratellini mentre si divertono al ruscello. Sa cucinare molto bene, ma solo con la supervisione di un genitore.

- Nate Moger III (stagione 3), voce originale di Tony Revolori. E' il presentatore della competizione dello Spacca Matite. E' ossessionato dal fatto che il campione in carica non debba essere JP.

- Helen (stagione 1), voce originale di Kimaya Thais, italiana di Claudia Scarpa. E' una bambina che si presume venga da un altro universo diverso da quello di Craig. A differenza degli altri bambini, lei studia a casa con la mamma che le fa da maestra e, dopo le lezioni, va al ruscello per riposare e sostare sulla "Roccia del Sole".

### Anziani del Ruscello
Un trio di adolescenti che affermano di essere al Ruscello da tantissimo tempo, e offrono saggezza a coloro che la cercano.
- Mark (stagione 1-5), voce originale di Ben Levin. È il capo degli anziani. È un ragazzo molto alto e ha l'abitudine di parlare in modo molto formale. È un grande amante della Cultura giapponese e appassionato di anime e cartoni animati degli anni '80. Nell'episodio 2×36 "Gelosia tra amiche" si scopre che ha un furetto domestico chiamato Anziano Mark Secondo (o Elder Mark II in originale).

- Barry (stagione 1-5), voce originale di Matt Burnett. È uno degli anziani del ruscello, molto gentile e pacato con i ragazzi del ruscello, ma si irrita facilmente se qualcuno lo contraddice in qualcosa, soprattutto Mark. Ha una relazione a distanza con una ragazza australiana che sente ogni giorno, tenendo appuntamenti in videochiamata.

- David (stagione 1-5), voce originale di Zachary Steel, italiana di Davide Capone[1]. È l'anziano più ingenuo del gruppo, che cerca sempre di tirar su di umore il resto degli anziani. Senza di lui, Barry e Mark litigherebbero tutto il tempo. Ama giocare ai giochi retrò, infatti possiede una chiavetta USB che contiene qualsiasi gioco retrò creato dall'umanità.

### Junior Scout
Un trio di ragazzi che, approfittando del loro grado di esploratori, tenta di mettere in riga i ragazzi del Ruscello.
- Jason (stagione 1-4), voce originale di Gunnar Sizemore, italiana di Barbara Sacchelli. È il capo degli scout, nonché il più antipatico. Dietro la sua antipatia si celano problemi familiari, ha infatti una matrigna che sembra preferire i suoi cagnolini al figliastro. Anche se non va sempre d'accordo con Craig, i rapporti tra i due miglioreranno nel corso della serie.

- Tony (stagione 1-4). E' un ragazzino piccolo e molto intelligente, sa il regolamento dei giovani scout a memoria.

- Boris (stagione 1-4). E' il più grande e manesco degli scout.

### Ragazze Cavallo
Un gruppo di ragazze che giocano in un prato a fianco al Ruscello. Emulano il tipico comportamento equino e praticano equitazione.
- Mackenzie (stagione 1-4), voce originale di Lauren Lapkus. È la leader delle ragazze cavallo. Quando venne presentato il gruppo all'inizio della serie sembrava contraria ad accettare nuovi membri, come J.P, però dopo aver conosciuto i protagonisti, ha iniziato ad aprirsi ai ragazzi del ruscello.

- Melissa (stagione 1-4), voce originale di Erin Whitehead, italiana di Tatiana Dessi. È una ragazza dai capelli rossi ed è molto energica che ama essere un cavallo. Viene ripresa spesso da Mackenzie per questo suo comportamento.

- Mangerine "Maney" (stagione 1-4), voce originale di Mary Holland. È amica e "destriera" di Kelsey che, durante il corso della serie, sviluppa una cotta per J.P, divenendo poi fidanzati.

- Marie (stagione 1-4), voce originale di Stephanie Allynne. Odia i cavalli ma fa comunque parte del gruppo. La sua vera passione è la pallacanestro. Sembra avere una cotta (non ricambiata) per il ragazzo mucca, ma dopo aver capito che a lui non gli importa nulla di lei lo lascia stare.

### Alleanza della Scienza
Gruppo di giovani bambini prodigio che studiano e sperimentano l'ambiente del ruscello.
- Wren (stagioni 1-3), voce originale di Ashleigh Crystal Hairston, italiana di Monica Bertolotti[1]. È una bambina appassionata di scienze che, all'apparenza sembra una bambina calma, ma appena sente parlare di Scienza inizia a dimenarsi e a parlare ad alta voce. Nel corso della serie si è rivelato che è una bambina prodigio, riuscendo a comprendere le leggi del Multiverso e della relatività.

- Carl (stagioni 1-3), voce originale di Phil LaMarr. È un ragazzo molto basso appassionato di Scienza e Matematica. È molto presuntuoso e pensa che Wren sia troppo delirante quando racconta i suoi teoremi.

- Faraday (stagioni 1-3), voce originale di Zehra Fazal, italiana di Claudia Scarpa[1]. È una ragazza che porta sempre con sé il suo blocco note personale. Anche se tende ad essere gentile, anche lei pensa che Wren sia troppo delirante e, per non farla sentire in colpa quando sbaglia, prova ad aiutarla o sistemare i suoi progetti.

### I Dieci Manubri
Un gruppo di bambini appassionati di ciclismo e di acrobazie.
- Pedaluna (o Handlebarb in originale) (stagione 1-4), voce originale di Jessica McKenna, italiana di Fabiola Bittarello. È la più abile dei Dieci Manubri, nonché il capo del gruppo. Nella seconda stagione si scopre che è femmina. La sua bicicletta si chiama Rugginella.

- Palla di cannone (o Cannonball in originale) (stagione 1-4), voce originale di Jeff Trammell. Unico erede del fantomatico Spazio-Cannone, è un ragazzo robusto che cavalca una BMX. Nell'episodio 3×08 "Il trio dei Ghiaccioli" inizia a fare parte del trio dei ghiaccioli insieme a Craig e Scintilla.

- Guerralampo (o Warpspeed in originale) (stagione 1-4), voce originale di Philip Solomon. È un ragazzo molto veloce in bicicletta.

- Todd (stagione 1-4), voce originale di H. Michael Croner, italiana di Giorgia Locuratolo[1] (1ª voce), Daniele Di Matteo[1] (2ª voce) e Marco Bassetti[1] (3ª voce). È il bambino più piccolo degli altri Dieci manubri, ma se la cava molto bene in bicicletta.

### Ragazzi del tè
Un gruppo di bambini ricchi ed eleganti che si dedicano all'ora del tè.
- Elisabella (o Eliza in originale e dopo la 4ª stagione) (stagione 1-5), voce originale di Andrée Vermeulen, italiana di Emanuela Damasio[1]. Bambina molto ricca, la leader dei ragazzi del tè, a cui piace far litigare gli altri bambini. Tiene segreto il fatto che ha una parrucca.

- Jane (stagione 1-5), voce originale di Nöel Wells, italiana di Monica Bertolotti. È una ragazza vestita elegante, spesso di colore viola. È molto amica di Eliza.

- George (stagione 1-5), voce originale di H. Michael Croner. Si comporta come se fosse il maggiordomo di Elisabella, anche nelle situazioni più assurde. Si presume abbia una cotta (ricambiata) con Ben.

### Giocatori di Paintball
Ragazzi di Prima, Seconda e Terza media che giocano a Paintball nella "Via dell'arcobaleno", simulando come se fosse una vera guerra tra classi
- Paintball Mike (stagione 1-4), voce originale di Phil LaMarr, italiana di Stefano Brusa[1]. È un ragazzo di Seconda Media che gioca nella Via degli Arcobaleni a paintball. La sua squadra è avversaria a quella di Paintball Benny, suo fratello maggiore.

- Paintball Benny (stagione 1-4), voce originale di Jon Gabrus. È un ragazzo di Terza Media che gioca in Via degli Arcobaleni a paintball. La sua squadra è avversaria a quella di Paintball Mike, suo fratello minore.

### Streghe del ruscello
Due ragazze adolescenti che vanno al Ruscello di notte e sono spesso considerate streghe a causa del loro abbigliamento gotico. Sembrano avere una cotta l'una per l'altra. Nell'episodio della casa delle bambole stregata si baceranno. Dalla Terza Stagione compariranno solo al Chiosco di bibite dove lavora Courtney
- Tabitha (stagione 1-5), voce originale di Karen Kilgariff, italiana di Eva Padoan.

- Courtney (stagione 1-5), voce originale di Georgia Hardstark, italiana di Emanuela Damasio.

### Ragazzi Ninja
Sono ragazzi che giocano a fare i ninja vicino alla cascata del ruscello. Passano il tempo leggendo manga, parlando di essi e allenandosi con mosse di kung fu.
- Yustice (stagione 1-4), voce originale di Charles Chung, italiana di Barbara Sacchelli. È la leader dei ragazzi Ninja. Il suo manga preferito è Two Piece, ovvio riferimento al famoso manga One Piece.

- Zatch (stagione 1-4), voce originale di Philip Solomon.

- Prynda (stagione 1-4), voce originale di Dana Davis.

### Abitanti di Carton City
Ragazzi che hanno fondato una grossa città utilizzando il cartone delle scatole e nastro adesivo. I fondatori della città sono Zoe e Carter Brown.
- Zoe (stagione 1-4), voce originale di Brianna Bryan. È la guardiana, nonché fondatrice di Carton City. A differenza di Carter, è una ragazza gentile che, all'inizio condivideva la città solo con Carter, ma dopo che la città venne riconosciuta al ruscello, ha iniziato ad ospitare altri ragazzini nella città di cartone.

- Carter Brown (stagione 1-4), voce originale di Zeno Robinson, italiana di Gabriele Patriarca[1]. Carter è un ragazzo a cui piace costruire qualsiasi oggetto con il cartone, fu uno dei fondatori di Carton City, ma venne esiliato, perché ebbe un battibecco con Zoe, l'altra fondatrice. Successivamente, ha costruito New Carton City per continuare a creare oggetti e armi in cartone. Ha una cotta non corrisposta per Zoe.

### Bambini delle fogne
Sono dei bambini che si ritrovano a giocare nelle fogne della città di Herkleton, vivendo in una società auto sufficiente guidata da un leader. Il loro leader è la "regina delle fogne" Eileen.
- Eileen (stagione 1-4) voce originale di Karen Fukuhara, italiana di Letizia Ciampa[1]. È la regina delle fogne e, ricoprendo tale ruolo, si dimostra nel corso della serie un'ottima leader che sa gestire qualsiasi problema. Ha origini filippine.

- Frisboy (stagione 1-4), voce originale di Ben Levin, italiana di Luca Graziani[1]. Braccio destro di Eileen.

### i Freddicchiani
I Freddicchiani era un culto del ruscello nel quale veneravano un cane di nome Fred. Dopo che i padroni di Fred si trasferirono, i freddicchiani, soprattutto Brigid, cercarono di aiutare gli altri bambini ad ottenere un cane in casa.
- Brigid (stagione 1-4), voce originale di Natalie Lander. È la leader del gruppo. Sembra una brava ragazza a cui piace aiutare chi è in difficoltà. Tuttavia, può arrabbiarsi molto quando qualcuno disobbedisce a Fred o a lei.
- Cleric (stagione 1-2). È un ragazzo che aiuta Brigid a gestire il culto dei Freddicchiani, dando il permesso ai bambini di farsi leccare da Fred. Tiene in mano un bastone con un piatto e un collare rosso per cani.
- Annie (stagione 1-2), voce originale di Noël Wells. È una ragazza che aiuta Brigid a gestire il culto dei Freddicchiani. Come lavoretto estivo, porta a spasso i cani.

### i Giocatori di Hockey
Sono due ragazzini che amano giocare a hockey durante l'inverno e hockey sul prato durante l'estate. Sono fan dei Vancouver Orkas, chiaro riferimento ai Vancouver Canucks.
- Keef (stagione 3), voce originale di Matty Matheson. È un ragazzo iperattivo a cui piace giocare a hockey; indossa la maglia con il numero 80. È rimasto senta i denti davanti a causa di un dischetto che lo ha colpito in faccia senza che lui abbia messo l'attrezzatura da hockey.

- Gordy (stagione 3), voce originale di Brad Leone. È un ragazzo alto e solare a cui piace giocare a hockey; indossa la maglia con il numero 19.

## L'altra Sponda del Ruscello

### Reali
I Reali sono coloro che governano l'altra sponda del ruscello grazie alla loro fama e ricchezza, dovuta al fatto che la loro famiglia può permettersi merendine di marca. La dinastia è iniziata con Kenneth, il fratello maggiore, seguita da Cheyenne e infine da Xavier.
- Re Xavier (stagione 2-5), voce originale di Charles Dewayne. Fu l'ultimo re a governare l'altra sponda del ruscello. Già dal primo giorno in cui venne incoronato re, comandò questo lato del ruscello con il pugno di ferro, limitando a chiunque di portare qualsiasi tipo di merendine nel suo regno.

- Regina Cheyenne (stagione 2-5), voce originale di Najja Porter. Era la regina che governava prima di Xavier, nonché sua sorella maggiore. Fu la seconda regnante a governare l'altra sponda del ruscello e ha smesso di governare poiché doveva iniziare le superiori. È fidanzata con Randy, la sua ex-guardia reale.

- Re Kenneth (stagione 3-5), doppiato in originale da Lamar Abrams. È il fratello maggiore di Xavier e Cheyenne. Da bambino giocava spesso con gli Anziani del Ruscello ed il suo cartone animato preferito era Haru, il Re della Foresta. Tuttavia, a causa dei cantieri in costruzione vicino alla sua casa, non riuscì più a raggiungere il ruscello e iniziò a frequentare l'altra sponda del Ruscello. Qui, attirò molti bambini a giocare con lui grazie alla sua scorta di caramelle, diventando così il primo a governare l'altra sponda del ruscello. L'identità della sua guardia reale rimane sconosciuta.

### Guardie Reali
Le Guardie Reali erano le persone di cui i Reali si fidavano di più. Doveva per forza esserci una sola guardia reale, e in caso di difficoltà nella scelta, i candidati dovevano sfidarsi fino a decretare un vincitore.
- Maya (stagione 2-5), voce originale di Sydney Mikayla, italiana di Letizia Ciampa. È l'aiutante e guardia personale del re Xavier e vecchia migliore amica di Omar. In passato non era stata accettata nella squadra di baseball del paesino di Herkleton a causa del suo carattere irascibile. Tuttavia, dopo la caduta del regno di Xavier, ritentò il provino e riuscì a entrare nella squadra.

- Randy (stagione 2-5), voce originale di Matt Burnett. Era la guardia reale durante il regno di Cheyenne. Attualmente frequenta le superiori ed è fidanzato con Cheyenne.

### Ranger del Caprifoglio
Sono due amici inseparabili. All'inizio della serie, erano dei sottoposti del Re Xavier, cercando di aiutare qualsiasi bambino abbia difficoltà, ma, dopo aver conosciuto i Bambini del Tronco, hanno smesso di seguire il re e divennero loro amici, aiutandoli nella grandiosa battaglia del ruba bandiera. Sembra che abbiano una cotta l'uno per l'altro. 
- Shawn (stagione 1-5), voce originale di H. Michael Croner, italiana di Davide Capone. È un ragazzo che, dopo la caduta del Regno di Xavier, apre un bar di caramelle insieme a Raj, lavorando come barista.

- Raj (stagione 1-5), voce originale di Parvesh Cheena, italiana di Niccolò Guidi. È un ragazzo che, dopo la caduta del Regno di Xavier, apre un bar di caramelle insieme a Raj, lavorando come pianista per creare sottofondo. Suo padre è un noto attore di Bollywood che tende a drammatizzare tutte le azioni che fa.

### EX - Campioni
Gli ex-campioni erano i vincitori dello scorso torneo che organizza il Re ogni anno per vincere una gift card di buon compleanno e si sono riuniti per battere la squadra di Craig e buttarli nel labirinto dell'altra sponda del ruscello. 
- Aggie (stagione 3-4), voce originale di Zehra Fazal. E' una ragazza molto alta e muscolosa ed è molto fiera nelle cose che compie, anche se è molto sensibile. Vuole superare tutti ed essere la migliore in tutto. Il suo soprannome da campione era La Schiacciatrice (The Squashinator in originale).

- Keun Sup (stagione 3-5), voce originale di SungWon Cho, italiana di Alessio Nissolino. E' un ragazzino basso ma super veloce, infatti riusciva a concorrere la velocità di una bicicletta. Il suo soprannome da campione era Il Fulmine (The Bolt in originale).

- Jackie (stagione 3-4). E' un ragazzo molto alto con braccia lunghe ed è molto sicuro di sè, sapendo calcolare alla perfezione dove mirare con i gavettoni. E' un ragazzo sordo che comunica con la lingua dei segni. Il suo soprannome da campione era Il Braccio (The Arm in originale).

### Le Schegge Ribelli
Le Schegge Ribelli (o conosciuto all'inizio come "I Pattinatori") sono dei ragazzi che amano pattinare nell'altra sponda del ruscello, ma gli venne proibito di pattinare dopo che il re Xavier cadde per terra perché non sapeva pattinare. Sono i primi a rivelare l'esistenza del Cuore della Foresta, dando un frammento a Craig e i suoi amici.
- Mariah (stagione 4), voce originale di Amanda Grace Benitez. E' la leader dei pattinatori.

- Dillard (stagione 4). È un ragazzo molto alto, ma molto imbranato con i pattini. È l'unico maschio dei pattinatori.

- Turbo (Scoot in originale) (stagione 4). È una ragazzina bassa molto energica. Anche lei come Palla di Cannone sa entrare nel suo spazio-tempo chiamato Turbo Spazio.

- Scheggia (Razor in originale) (stagione 4). È una ragazzina che, dopo che venne bandito il pattinaggio, propose di continuare a pattinare nel parcheggio del ristorante dei suoi genitori.

### La Cucina del Re
La cucina del Re è un gruppo di bambini che hanno cucinato per anni al servizio dei Re dell'altra sponda del ruscello, ma dopo che è cessata la monarchia hanno aperto un ristorante.
- Tien Lam (stagione 4), voce originale di Aleks Le, italiana di Alessio de Filippis. Un ragazzino di origine vietnamita che ha un braccio rotto a causa di una caduta dopo che stava raccogliendo delle erbe selvatiche. Dopo che ha battuto lo chef Rick, è diventato il nuovo capo Chef del Ristorante.

- Rick (stagione 4), voce originale di Shayle Simons, italiana di Renato Novara. È uno chef che in passato cucinava per il Re Xavier. È diventato capo chef dopo che ha battuto lo scorso capo chef e ha ottenuto un pezzo del Cuore della Foresta.

- Ramil (stagione 4). Ragazzo che ama cucinare dei lumpia, ma non può a causa delle regole di Rick.

- Susan (stagione 4), voce originale di Anairis Quinones. È una ragazza grande che ama cucinare le torte all'ananas, ma non può a causa delle regole di Rick.

### La Fabbrica dello Slime
La Fabbrica dello Slime è un'area situata sull'altra sponda del ruscello, dove si produce slime e si creano nuovi tipi di slime. La sua prima fondatrice fu una ragazza di nome Ptul, che iniziò a creare le prime ricette dello slime durante l'era di Re Kenneth. All'ingresso della fabbrica c'è una sua statua fatta di slime e c'è un corridoio che tiene i quadri dei successivi proprietari della fabbrica. L'intero episodio 4×34 "La fabbrica di slime" è una parodia al film originale della Fabbrica di Cioccolato, tanto che nel corridoio si vede un quadro dell'originale Willy Wonka. 
- Moccolo (o Ooey in originale) (stagione 4), voce originale di Maya Aoki Tuttle, italiana di Agnese Marteddu. È l'attuale proprietaria della fabbrica. Ha i capelli azzurri fatti di slime.

- Mociko (o Loogie in originale) (stagione 4). È il portiere della fabbrica. È un ragazzo alto e grosso con i cappelli blu fatti di slime.

- Moccio (o Gooey in originale) (stagione 4). È la "bigliettaia" della fabbrica e controlla se gli inviti sono validi. È una ragazzina bassa con i capelli verdi fatti di slime.

## Personaggi secondari
- Harold, voce originale di Matt Burnett. È il custode e impiegato della Libreria Pubblica di Herkleton, la città nella quale è ambientata la serie. Sembra che sia una persona rigida con le regole, dato che non permette a nessun bambino di violare qualsiasi tipo di regole.

- Emma, voce originale di Emma Cleveland, italiana di Patrizia Salerno[1]. È una ragazza bassista che suona nella band "Bad Moves" insieme a David, Katie e Daoud. Appare solo in un episodio della prima stagione; i loro vicini si lamentano perché suonano troppo e li disturbano. Così con l'aiuto di Craig e dei suoi amici, gli trovarono un posto dove possono suonare in pace: il capanno rosso abbandonato (dove Craig aveva scovato il nido di un Avvoltoio).

- Shannon, voce originale di Zehra Fazal, italiana di Benedetta Ponticelli.
- Lil' Chris, voce originale di Nick A. Fisher, italiana di Fabiola Bittarello.

- "No-Neck" Natthew, voce originale di Benjamin Valic, italiana di Riccardo Suarez.
- Gibson amico di scuola di Bernard, voce originale di Jeff Trammell, italiana di Riccardo Suarez.